# 貝白沙河細鰨
貝白沙河細鰨為輻鰭魚綱鰈形目鰨亞目鰨科的其中一種，為熱帶淡水魚，分布於大洋洲巴布亞紐幾內亞淡水水域，體長可達10.7公分，棲息在底中層水域，生活習性不明。

## 扩展阅读
維基物種上的相關：貝白沙河細鰨